# Finnberg (Naturschutzgebiet)
Das Naturschutzgebiet Finnberg liegt im Landkreis Sömmerda in Thüringen. Es erstreckt sich östlich von Burgwenden und nordöstlich von Großmonra, beide Ortsteile der Stadt Kölleda. Nördlich, westlich und südlich fließt der Hirschbach.

## Bedeutung
Das 72,7 ha große Gebiet mit der NSG-Nr. 15 wurde im Jahr 1961 unter Naturschutz gestellt.